# Peter Vanderkaay
Peter Vanderkaay (Royal Oak (Michigan), 12 februari 1984) is een Amerikaanse zwemmer die gespecialiseerd is in de midden- en lange afstanden. Hij vertegenwoordigde zijn vaderland op de Olympische Zomerspelen 2004 in Athene, op de Olympische Zomerspelen 2008 in Peking en op de Olympische Zomerspelen 2012 in Londen.

## Carrière
Vanderkaay maakte zijn internationale debuut op de Olympische Spelen van 2004, in Athene eindigde hij als vijfde op de 400 meter vrije slag. Samen met Michael Phelps, Ryan Lochte en Klete Keller vormde hij de Amerikaanse estafetteploeg die de gouden medaille veroverde op de 4x200 meter vrije slag.
Tijdens de wereldkampioenschappen zwemmen 2005 in Montreal eindigde de Amerikaan als zesde op zowel de 200 als de 400 meter vrije slag. Op de 4x200 meter vrije slag legde hij samen met Michael Phelps, Ryan Lochte en Klete Keller beslag op de wereldtitel.
Op de Pan Pacific kampioenschappen zwemmen 2006 in Victoria eindigde Vanderkaay als vijfde op de 200 en de 1500 meter vrije slag. Samen met Michael Phelps, Ryan Lochte en Klete Keller sleepte hij de gouden medaille in de wacht op de 4x200 meter vrije slag.
In Melbourne nam de Amerikaan deel aan de wereldkampioenschappen zwemmen 2007, op dit toernooi eindigde hij als vijfde op de 400 meter vrije slag. Op de 4x200 meter vrije slag wist hij samen met Michael Phelps, Ryan Lochte en Klete Keller met succes de wereldtitel te verdedigen. Op de Amerikaanse langebaankampioenschappen in 2007 zwom Vanderkaay op de 200 meter vrije slag 1.45,45. Daarmee zwom hij na Michael Phelps, Ian Thorpe en Pieter van den Hoogenband de op drie na snelste tijd ooit op die afstand.
Tijdens de Olympische Zomerspelen van 2008 in Peking veroverde de Amerikaan de bronzen medaille op de 200 meter vrije slag en eindigde hij als vierde op de 400 meter vrije slag, op de 1500 meter vrije slag strandde hij in de series. Samen met Michael Phelps, Ryan Lochte en Ricky Berens legde hij beslag op de gouden medaille op de 4x200 meter vrije slag.

### 2009-heden
Op de wereldkampioenschappen zwemmen 2009 in Rome eindigde Vanderkaay als vierde op de 400 meter vrije slag en als zesde op de 800 meter vrije slag. Op de 4x200 meter vrije slag zwom hij samen met Ricky Berens, Daniel Madwed en Davis Tarwater in de series, in finale sleepte Berens samen met Michael Phelps, David Walters en Ryan Lochte de wereldtitel in de wacht. Voor zijn aandeel in de series werd Vanderkaay beloond met de gouden medaille.
In Irvine nam de Amerikaan deel aan de Pan Pacific kampioenschappen zwemmen 2010. Op dit toernooi veroverde hij de bronzen medaille op de 200 meter vrije slag, daarnaast eindigde hij als vierde op de 400 meter vrije slag en als vijfde op de 800 meter vrije slag. Op de 4x200 meter vrije slag legde hij samen met Michael Phelps, Ricky Berens en Ryan Lochte beslag op de gouden medaille. Tijdens de wereldkampioenschappen kortebaanzwemmen 2010 in Dubai eindigde Vanderkaay als vierde op de 400 meter vrije slag en als vijfde op de 1500 meter vrije slag, op de 200 meter vrije slag werd hij uitgeschakeld in de series. Op de 4x200 meter vrije slag sleepte hij samen met Ryan Lochte, Garrett Weber-Gale en Ricky Berens de zilveren medaille in de wacht.
Op de wereldkampioenschappen zwemmen 2011 in Shanghai eindigde de Amerikaan als vierde op de 400 meter vrije slag, als zesde op de 1500 meter vrije slag en als zevende op de 800 meter vrije slag. Samen met Michael Phelps, Ricky Berens en Ryan Lochte veroverde hij de wereldtitel op de 4x200 meter vrije slag.
Tijdens de Olympische Zomerspelen van 2012 in Londen sleepte Vanderkaay de bronzen medaille in de wacht op de 400 meter vrije slag.

## Internationale toernooien
| Jaar | Olympische Spelen                                                               | WK langebaan                                                                                  | WK kortebaan                                                                       | PanPacs                                                                                             |
| ---- | ------------------------------------------------------------------------------- | --------------------------------------------------------------------------------------------- | ---------------------------------------------------------------------------------- | --------------------------------------------------------------------------------------------------- |
| 2004 | 5e 400m vrije slag · 4x200m vrije slag                                          |                                                                                               | geen deelname                                                                      | |
| 2005 |                                                                                 | 6e 200m vrije slag · 6e 400m vrije slag · 4x200m vrije slag                                   |                                                                                    | |
| 2006 |                                                                                 |                                                                                               | geen deelname                                                                      | 5e 200m vrije slag · 5e 1500m vrije slag · 4x200m vrije slag                                        |
| 2007 |                                                                                 | 5e 400m vrije slag · 4x200m vrije slag                                                        |                                                                                    | |
| 2008 | 200m vrije slag · 4e 400m vrije slag · 11e 1500m vrije slag · 4x200m vrije slag |                                                                                               | geen deelname                                                                      | |
| 2009 |                                                                                 | 4e 400m vrije slag · 6e 800m vrije slag · 4x200m vrije slag · Vanderkaay zwom enkel de series |                                                                                    | |
| 2010 |                                                                                 |                                                                                               | 12e 200m vrije slag · 4e 400m vrije slag · 5e 1500m vrije slag · 4x200m vrije slag | 28e 100m vrije slag · 200m vrije slag · 4e 400m vrije slag · 5e 800m vrije slag · 4x200m vrije slag |
| 2011 |                                                                                 | 4e 400m vrije slag · 7e 800m vrije slag · 6e 1500m vrije slag · 4x200m vrije slag             |                                                                                    | |
| 2012 | 400m vrije slag                                                                 |                                                                                               | geen deelname                                                                      | |

## Persoonlijke records
(bijgewerkt tot en met 27 juli 2011)

### Kortebaan
| Afstand          | Tijd     | Datum            | Plaats     |
| ---------------- | -------- | ---------------- | ---------- |
| 200m vrije slag  | 1.42,17  | 19 december 2009 | Manchester |
| 400m vrije slag  | 3.34,81  | 22 februari 2009 | Tokio      |
| 800m vrije slag  | 7.46,46  | 19 december 2010 | Dubai      |
| 1500m vrije slag | 14.35,25 | 19 december 2010 | Dubai      |

### Langebaan
| Afstand          | Tijd     | Datum            | Plaats   |
| ---------------- | -------- | ---------------- | -------- |
| 200m vrije slag  | 1.45,14  | 12 augustus 2008 | Peking   |
| 400m vrije slag  | 3.43,11  | 10 augustus 2008 | Peking   |
| 800m vrije slag  | 7.46,64  | 27 juli 2011     | Shanghai |
| 1500m vrije slag | 14.45,54 | 6 juli 2008      | Omaha    |

## Trivia
Peter Vanderkaay heeft drie broers die ook zwemmen:
- Christian (29 maart 1982), die in 2005 afstudeerde aan de Universiteit van Michigan, is tweevoudig NCAA All-American, hij stopte na z'n studies met zwemmen maar keerde in 2008 toch terug om deel te nemen aan de olympische trials, waar hij deelnam aan de 100 meter schoolslag (57e, 1.04,63).
- Alex (21 juni 1986) is een tweevoudig NCAA-kampioen op de 400 yards wisselslag en negenvoudig NCAA All American. Hij vertegenwoordigde zijn vaderland bij de World University Games 2007 en zwom op de olympische trials in 2008 de 200 (5e, 2.00,10) en 400 meter wisselslag (5e, 4.16,14) , de 200 meter vlinderslag (6e, 1.57,25)en de 1500 meter vrije slag (9e, 15.24,32).
- Dane (24 juli 1990), de jongste van de vier broers, werd bij de olympische trials in 2008 46e op de 400 meter vrije slag (3.59,03).